# Moa Hjelmerová
Moa Elin Marianne Hjelmer (* 19. června 1990 Stockholm) je švédská atletka, sprinterka, mistryně Evropy v běhu na 400 metrů.

## Sportovní kariéra
Na Mistrovství světa v atletice do 17 let v roce 2007 skončila v závodě na 200 metrů v semifinále. Před branami finále zůstala rovněž na MS juniorů v Bydhošti v roce 2008. První cenný úspěch vybojovala na juniorském mistrovství Evropy, které se ve dnech 23. – 26. července konalo v srbském Novém Sadu. V závodě na 400 metrů si doběhla pro bronzovou medaili. Na Mistrovství Evropy v atletice 2010 v Barceloně byla finišmankou švédské štafety v běhu na 4×100 metrů. Švédky obsadily ve finále časem 43,75 s 7. místo.
V roce 2011 vybojovala na evropském šampionátu do 23 let, který se konal na městském stadionu v Ostravě-Vítkovicích stříbrnou medaili v běhu na 200 metrů. Původně obsadila ve finále časem 23,24 s třetí místo. Ze zlaté medaile se však dlouho neradovala ukrajinská sprinterka Darja Pižankovová, v jejímž těle odhalila dopingová kontrola přítomnost stanozololu a byla diskvalifikována. Zlato nakonec získala Polka Anna Kiełbasińská, stříbro Švédka Hjelmerová a bronz Marit Dopheideová z Nizozemska.
Největšího úspěchu své kariéry dosáhla v roce 2012 na evropském šampionátu v Helsinkách, kde vybojovala titul mistryně Evropy v běhu na 400 metrů. Již v semifinále vytvořila výkonem 51,40 s nový národní rekord. Ve finále poté vlastní švédský rekord vylepšila o dalších 27 setin sekundy. O rok později přidala další medaili na halovém ME v Göteborgu. Ve finále závodu na 400 metrů vylepšila švédský halový rekord (52,04 s) a vybojovala bronzovou medaili. O osm setin později doběhla na 4. místě Zuzana Hejnová a v čase 52,71 s závod dokončila na 5. místě Denisa Rosolová.